# Георг Люгер
Георг Йоганн Лю́гер (нім. Georg Johann Luger; *6 березня 1849 Штайнах-ам-Бреннер, Тіроль, Австрійська імперія — †22 грудня 1923 Schöneiche, Берлін, Німеччина) — австрійський інженер та конструктор стрілецької зброї, розробник славетного пістолета Parabellum P08 та набою до нього.

## Біографія

### Молоді роки і військова служба
Георг Йоган Люгер народився 6 березня 1849 в родині хірурга Бартоламеуса фон Люгера (нім. Bartholomæus Luger) та Maria Anna Schirman. Після завершення шести класів середньої школи його сім'я переїхала до Італії, де доктор Люгер отримав місце викладача в Падуанському університеті. За цей час, молодий Георг вивчив італійську мову. Після закінчення школи, батьки відправили Георга у Віденську Комерційну школу (нім. Wiener Handelsakademie).
19 грудня 1867 Георг Люгер добровільно записується на курси з підготовки офіцерів резерву і стає на службу до 78-го піхотного полку. Запис у кадровому списку характеризує його як «Блондина з блакитними очима та зростом у 65 віденських дюймів». 1 червня 1868 підвищений до звання кадет-капрала. У рапорті наголошується про досягнення гарних результатів у плаванні, фехтуванні, гімнастиці, телеграфії, стенографії та в інструктажі новобранців, а результати в навчанні артилерійської справи були посередніми. Проте Георг був хорошим стрільцем, його помітили командири і 1 жовтня відправили до стрілецької школи, де, через короткий час, він стає інструктором. Саме в стрілецькій школі майбутній конструктор зацікавився автоматичною зброєю. У грудні 1871 Георг Люгер демобілізується, а 1878 отримує звання лейтенанта резерву.
Після демобілізації Георг Люгер 1873 одружився з Елізабет Йозеф Дуфек (нім. Elisabeth Josefa Dufek, *1848—†1938), дочкою палацового слуги; у них народились три сини. 1874—1875 бухгалтер у віденському банку, потім адміністратор Королівського Жокейського Клубу, що був одним з місць зустрічей віденської еліти; працював на Північно-австрійській компанії, був «приватним працівником» у 1876—1881 та у різні часи перебував без роботи.

### Кар'єра конструктора

Соратник Люгера Гуґо Борхардт

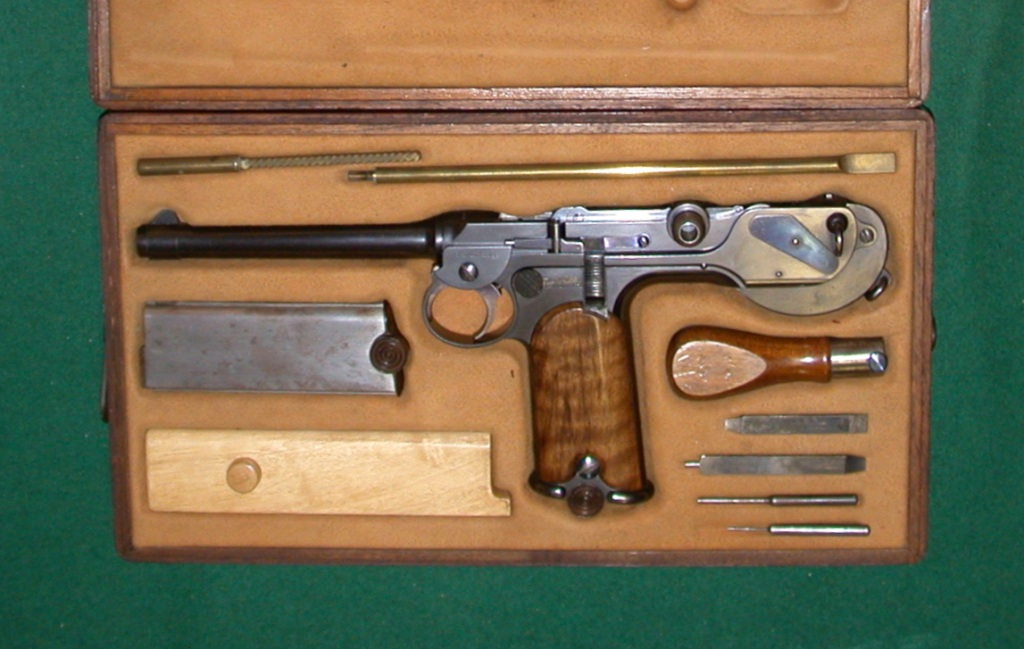
C93 Борхардта в подарунковому виконанні

Поворотним моментом в житті Люгера стало знайомство з Фердинандом Манліхером (нім. Ferdinand Ritter von Mannlicher), відомим конструктором-зброярем. Манліхера зацікавили знання та відмінне володіння італійською мовою, внаслідок чого, Люгер отримав посаду торгового представника фірми Deutsche Waffen- und Munitionsfabriken (DWM) в Італії. Манліхер і Люгер досліджували можливість оснащення пристроєм заряджання (прототипом магазина) австрійської армійської гвинтівки. Наступні 12 років Люгер продовжував експерименти, пов'язані з багатозарядними гвинтівками. 1892 Георг Люгер знайомиться з Людвігом Леве (нім. Ludwig Loewe) та стає консультантом з розробки зброї на його фірмі Loewe & Co, пропрацювавши до 1898. Там Люгер зустрівся з Гуґо Борхардтом, згодом поступив в його розпорядження для доведення пістолета C93. У листопаді 1894 вирушає до США, щоб продемонструвати C93 ВМС США, проте американські військові експерти забракували модель через деякі вади, зокрема як занадто важкий, великий та погано збалансованим. Також C93 демонструвався Люгером швейцарським військовим.
Врахувавши критику Люгер переробив C93 Борхардта, тим самим створивши «Borchardt—Luger» модель 1900, попередник Parabellum P08, що став найпопулярнішим пістолетом першої половини XX ст. в німецькій армії. «Borchardt—Luger» модель 1900, був розроблений Люгером у 1898, виробництво розпочато у 1900. Конструктор пішов шляхом дуже вдалого вдосконалення механізму пістолета С93 зразка 1893. Завдяки цьому, P08, також, часто називають «Борхардт-Люгер».
Як і в С93 Борхардта автоматика пістолета Люгера працювала за принципом відбою ствола при короткому його ході. Калібр залишили 7,65 мм, але патрон дещо модифікували — вкоротили гільзу до 21 мм. Патрони калібру 7,65×21 мм мали гільзи пляшкової форми, які дозволяли помістити в них більшу кількість пороху. Фірма DWM отримала замовлення на виготовлення 3000 пістолетів моделі 1900 для швейцарської армії. В тому ж році його приймає на озброєння болгарська армія. В 1902 модель 1900 у кількості 1000 пістолетів придбав уряд США для випробування в армії.
У 1902 Люгер створив 9×19 мм Парабелум пістолетний унітарний патрон з безфланцевою гільзою циліндричної форми з невеликою конусністю, під розроблений ним у 1900 самозарядний пістолет для швейцарської армії.

#### Parabellum

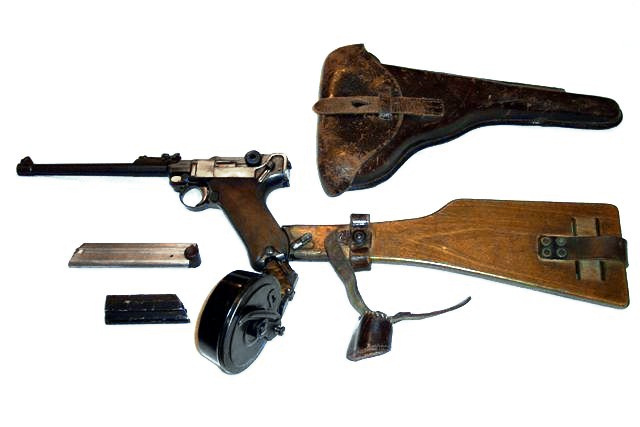
Штурмовий P17 з дисковим магазином та кобурою-прикладом

Найбільшим досягненням Георга Люгера став Parabellum P08. Назва «Parabellum» з'явилася у 1903. Авторство приписують директору німецького підприємства «Deutsche Waffen und Munitionsfabriken» (DWM), який вигадав її з рекламною метою. Слово «Parabellum» — частина відомого латинського вислову: «Si vis pacem, para bellum» (укр. «Хочеш миру — готуйся до війни»).
22 серпня 1908 пістолет прийнято на озброєння як штатний зразок зброї самозахисту кайзерівської армії. Офіційно прийнято на озброєння німецької армії указом кайзера Вільгельма II у 1913 під назвою «Parabellumpistole Model 1908», хоча раніше війська та спецслужби вже закупали невеликі партії цього пістолета. Під час Першої світової війни Георг Люгер працював над удосконаленням Р08, зокрема розробив штурмовий пістолет P17 створений на базі артилерійського LP08, котрий наприкінці 1916 було прийнято на озброєння. Замість магазина на 8 патронів застосовано дисковий магазин «равликового» типу LP08.
Parabellum став зброєю двох світових війн та багатьох локальних конфліктів, одним із найвдаліших зразків подібних систем пістолетів. Високі бойові якості, оригінальний дизайн забезпечили йому величезну популярність. Вироблявся по 1942, а у 1970 виробництво поновлено «Mauser-Werke» A.G.

### Останні роки
Договір Люгера з DWM був розірваний у 1919, після чого він подав позов до суду вимагаючи патентних відрахувань. У 1922 суд вирішив суперечку на його користь. Проте, він втратив всі свої заощадження після Першої світової війни, вклавши їх в облігації військових позик, та витратив на судові тяганини проти DWM. Люгер встиг купити будинок (Landhaus Luise) розташований в лісі на південний схід від Берліна. Після смерті Люгера сім'я продала будинок, але зберегла право жити на його першому поверсі, доки останній із спадкоємців не помер.
Не дивлячись на комерційний успіх його зброї, останні роки життя провів практично в повних злиднях. Георг Люгер помер у передмісті Берліна Шенайхе (нім. Schöneiche) 22 грудня 1923. Після приходу у 1945 Червоної армії місце його поховання було знищено, щоб звільнити площу для братської могили.

### Сім'я
- дружина — Елізабет Йозеф Дуфек (нім. Elisabeth Josefa Dufek; *1848—†1938), дочка палацового слуги
- син — Георг Франц Люгер (нім. Georg Franz Luger; 1874—†1 грудня 1956). Став цивільним інженером і допомагав батькові в розробці вогнепальної зброї. Покинув школу у Відні і приєднався до батька в Берліні. Працював на Loewe & Co та DWM і вивчав інженерну справу. Георг Франц вирушив до Сполучених Штатів в 1902, але повернувся до Берліна в 1906. Пізніше працював у англійський Sir W G Armstrong Whitworth & Co Ltd, що співробітничала з Loewe & Co в розробці торпед і підводних човнів. Також працював у зброярні Oberspree в Берліні[1]. Разом з батьком був членом елітарного берлінського стрілецького клубу «Baerenzwinger» (укр. Ведмежа яма).
- син — Юліус Вільгельм Бартоломеус Люгер (нім. Julius Wilhelm Bartholomaeus Luger; *16 березня 1880—†1915). Став офіцером і загинув на Галичині під час Першої світової війни у 1915
- син — Фридрих Олександер Георг Люгер (нім. Friedrich Alexander Georg Luger; *26 квітня 1884)

### Виноски
1. ↑  Попередниця сьогоднішньої Віденської школи бізнесу
2. ↑  Доброволець — людина, що за власним бажанням, добровільно, стала до діючої армії або узявся за власною згодою за якусь справу. Близьке за змістом поняття — волонтер